# Miguel Martínez (acteur)
Pour les articles homonymes, voir Martinez et Miguel Martínez.
Miguel Francisco Martínez Martín (né le 15 février 1991 à Guasave) est un chanteur et acteur mexicain.

## Biographie
Miguel Martínez est né le 15 février 1991 à Guasave. Il a commencé sa carrière en 2003 dans la série Alegrijes y rebujos. En 2004, il a reçu un rôle dans la mission à SOS. En 2009, il a reçu le rôle de Frank dans la telenovella Atrévete une montée en flèche.

## Filmographie

### Telenovelas
- 1999 : Serafín : Risita
- 2003-2004 : Alegrijes y rebujos : Alfonso Pascual 'Alcachofa'
- 2004-2005 : Misión S.O.S. aventura y amor : Rodrigo Guerra
- 2005 : Barrera de amor : Andrés Romero
- 2008 : La rosa de Guadalupe : Saúl
- 2009-2010 : Atrévete a soñar : Francisco 'Frank'
- 2011-2013 : Como dice el dicho : Jorge/Néstor/Fausto
- 2014 : Quiero amarte : Tadeo
- 2014 : Hasta el fin del mundo : Lucas Cavazos
- 2015-2016 : Simplemente María : Fabián
- 2018 : Hijas de la luna : Todoelmundo